# Verwaltungsgemeinschaft Wippertal
In der Verwaltungsgemeinschaft Wippertal waren im sachsen-anhaltischen Landkreis Aschersleben-Staßfurt die Gemeinden Amesdorf, Drohndorf, Freckleben, Giersleben, Klein Schierstedt, Mehringen und Schackenthal zusammengeschlossen. Am 1. Januar 2005 wurde die nach der Wipper benannte VG aufgelöst, indem die Gemeinde Amesdorf in die Verwaltungsgemeinschaft Staßfurt eingegliedert wurde und die Gemeinde Giersleben mit der Stadt Hecklingen die neue Verwaltungsgemeinschaft Stadt Hecklingen bildete. Die restlichen Gemeinden wurden in die Verwaltungsgemeinschaft Aschersleben/Land eingegliedert.